# Fluorn-Winzeln
Fluorn-Winzeln es un municipio alemán perteneciente al distrito de Rottweil, en el estado federado de Baden-Wurtemberg. Las aldeas antes independientes Fluorn y Winzeln se fusionaron el 1 de noviembre de 1972. El municipio está ubicado en el este de la Selva Negra Central a una altitud de 650 m s. n. m. en el altiplano entre los ríos Neckar y Kinzig, aproximadamente 20 km al oeste de Rottweil.